# Alloperla hamata
Alloperla hamata är en bäcksländeart som beskrevs av Surdick 1981. Alloperla hamata ingår i släktet Alloperla och familjen blekbäcksländor. Inga underarter finns listade i Catalogue of Life.